# Sierra Leone ai Giochi della XXVI Olimpiade
La Sierra Leone partecipò ai Giochi della XXVI Olimpiade, svoltisi ad Atlanta, Stati Uniti, dal 19 luglio al 4 agosto 1996, con una delegazione di 14 atleti impegnati in tre discipline.